# 新安古墓群
新安古墓群，位于中国广西壮族自治区柳江县白沙乡新安村，为一个省级文物保护单位，类型为古墓葬，为第四批广西壮族自治区文物保护单位，公布时间为1994年7月8日。
新安古墓群的历史年代为汉。